# Milice esclavagiste
Une milice esclavagiste ( en anglais Slave patrol, patroller, patterroller, pattyroller ou paddy roller) était un groupe d'hommes blancs armés qui surveillait et appliquait les lois esclavagistes dans les États du sud des USA avant la guerre de Sécession. 

## Fonction
Son rôle était de contrôler les esclaves, en particulier ceux qui s’évadaient ou étaient considérés comme rebelles. Il existait aussi des patrouilles fluviales pour empêcher la fuite par bateaux.
Contrôlant les déplacements des Noirs, les milices esclavagistes ont explicitement été conçues pour renforcer le pouvoir des Blancs. Ces milices ont été créées en Caroline du sud en 1704, et l’idée s'est répandue dans les colonies avant qu'elles ne disparaissent lors de la guerre de Sécession.